# Theridula gonygaster
Theridula gonygaster là một loài nhện trong họ Theridiidae.
Loài này thuộc chi Theridula. Theridula gonygaster được Eugène Simon miêu tả năm 1873.

## Hình ảnh

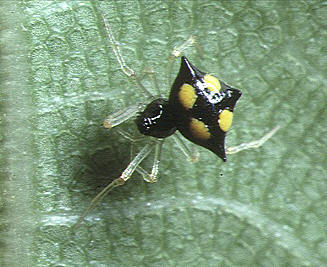